# Johann Schicht
Johann Schicht (8. března 1855, Rynoltice – 3. června 1907, Ústí nad Labem) byl podnikatel německé národnosti a jeden z nejvýznamnějších průmyslníků české části rakousko-uherské monarchie. V severních Čechách vlastnil firmu, která provozovala několik továren na mýdlo. V roce 1927 se společnost stala jedním ze čtyř zakladatelů společnosti Margarine Unie. Roku 1929 pak Margarine Unie společně s Lever Brothers podepisují dohodu o vzniku nadnárodního koncernu Unilever. V roce 1946 byly české závody znárodněny a přejmenovány na „Severočeské tukové závody“.

## Vznik firmy
Johann Schicht se narodil 8. března 1855 v Rynolticích (Ringelshainu) u Liberce jako nejstarší ze čtyř synů sedláka, řezníka, uzenáře Georga Schichta. Na rozdíl od jiných slavných podnikatelů té doby nemusel začínat od nuly, protože podnikatelský půvab mýdla objevil už jeho otec. Ten sice začínal na poli a v masném krámu, později se ale rozhodl pro změnu. Již ve zralém věku a za chodu zavedené živnosti se vyučil mydlářem a zažádal si o příslušné živnostenské oprávnění. Úřady mu je udělily 6. července 1848. Toto datum je považováno za okamžik vzniku firmy, která se ostatně z propagačních důvodů ještě dlouho po zakladatelově smrti jmenovala „Georg Schicht“.

## Počátky podnikání a železnice (1848–1878)
Podnikání se nerozjíždělo snadno. Zpočátku celý provoz tvořil jen sklep rodinného domu. Georgovým receptem na úspěch bylo vyhledávání levných surovin a produkce kvalitního zboží za nízké ceny. O zákazníky proto neměl nouzi, a už roku 1867 se mohl i s rodinou přesunout do většího stavení. O pár let později vybudoval samostatnou varnu mýdla, která se postupně proměnila ve skutečnou továrnu. Když roku 1878 podnik předával svým synům, šlo sice o nevelkou, ale už slušně zavedenou firmu s deseti dělníky, dvěma úředníky – a především se zázemím tisíců zákazníků.

## Johannovy počátky (1878–1881)
Továrnu dostali bratři Schichtové rovným dílem, Johann však díky organizačnímu talentu a novým myšlenkám rychle převzal vedení. Jedním z jeho prvních nápadů bylo dostat podnik blíž k železnici a lodní dopravě. Roku 1882 proto začal budovat novou mýdlárnu na Střekově u Ústí nad Labem. Od položení základů do rozjezdu prvních provozů uplynulo jen něco přes půl roku, přesto se to Johannovi zdálo být neúměrně dlouho. Roku 1891 si Johann Schicht zaregistroval legendární logo pro mýdlo s jelenem. Proč zvolil zrovna toto zvíře, není známo.

## Zrod legendy (1882–1907)

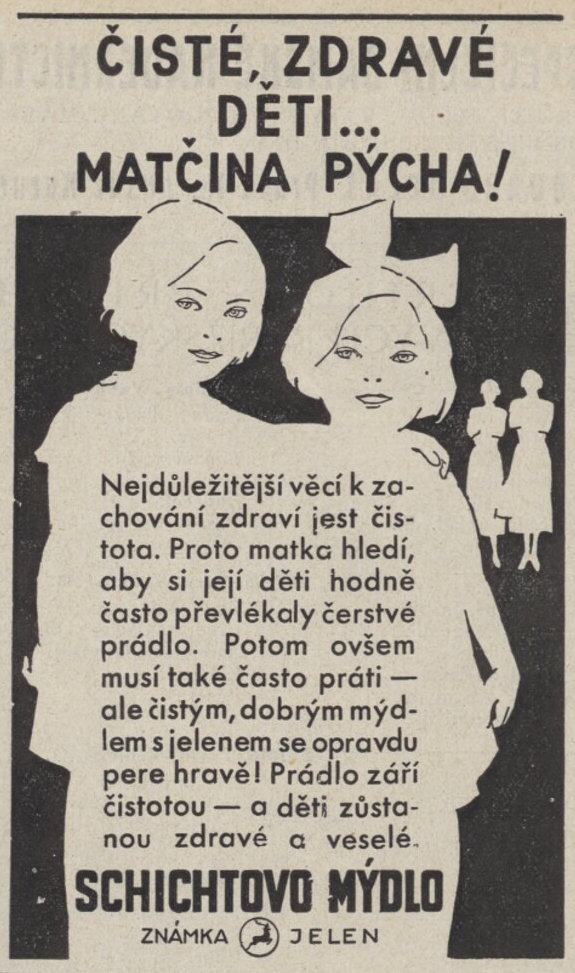
Reklama na známé Schichtovo „mýdlo s jelenem“

Následoval raketový vzestup produkce: Schichtové obrovským tempem rozšiřovali sortiment i provozy. Vedle mýdla se v jejich nabídce objevily ztužené potravinářské tuky, svíčky, glycerin, vodní sklo a řada dalších produktů. Kromě vlastní továrny získali nebo vybudovali elektrárny, doly, vodárnu, železniční vlečku, pilu… Roku 1906 se rodinný podnik změnil na akciovou společnost, podstatnou část akcií však i nadále drželi příslušníci rozvětveného rodu Schichtů. Johann zemřel 3. června 1907 v Ústí nad Labem – necelý rok poté, co byl za zásluhy o průmyslový rozvoj monarchie jmenován císařským radou.

## Syn Heinrich (1907–1945)
Heinrich Schicht (1. února 1880 – 16. června 1959) byl předsedou správní rady akciové společnosti. Kromě podnikání zdědil také rodinnou sbírku starožitností, kterou podstatně rozšířil, zejména o německou a nizozemskou malbu starých mistrů, shromáždil ji v rodinné Schichtově vile v Humboldtově ulici v Ústí nad Labem, kde byla roku 1945 zkonfiskována československým státem a dostala se z větší části do Národní galerie v Praze.
Před první světovou válkou společnost dodávala své výrobky tisícům stálých odběratelů po celé Evropě. Pracovalo v ní přibližně 3500 zaměstnanců, kteří měli k dispozici moderně vybavenou ordinaci závodního lékaře, spolehlivý systém nemocenského pojištění, sprchy, prostory pro trávení volného času i vzdělávání, závodní jídelnu a mateřskou školku. Později k tomu přibyla i rozsáhlá bytová výstavba, lázně s bazénem Na Klíši, kadeřnictví a další zařízení.
První problémy přinesla světová válka, z hlediska podnikání však ještě větší katastrofu znamenal rozpad monarchie, kdy společnost přišla o tři čtvrtiny odbytových možností. Reakcí na nepříznivé poměry byla mimořádná pozornost věnovaná reklamě: právě jí vděčí mýdlo s jelenem za svou nehynoucí popularitu.
Problémy nekončily. Koncem 20. let přišla hospodářská krize, s níž si však Schichtovi poradili díky nízkým cenám a vysoké kvalitě produktů – vždyť mýt se lidé musí i ve špatných časech. Během druhé světové války se v Schichtových podnicích kromě mýdla a tuků vyráběly také součásti zbraní, mezi nimiž nechyběly díly pro reaktivní střelu V-1. Roku 1945 byl podnik vyvlastněn a majitelé odešli do zahraničí. Výrobu však ještě nějaký čas společně s Čechy vedli i němečtí odborníci.

## Setuza (od 1946 dosud)
V roce 1946 byla společnost znárodněna a dostala nové jméno: národní podnik Severočeské tukové závody. Ty se pak staly součástí koncernu Tukový průmysl. Roku 1990 se osamostatnily jako státní podnik. O dva roky později se z něj při velké privatizaci stala akciová společnost Setuza.
Složité osudy měl i Schichtův nejslavnější výrobek, mýdlo s jelenem. Úspěšně přečkalo léta socialistického budování, „sametovou revoluci“ i nápor pracích prášků, v roce 2005 však málem podlehlo ekologickým požadavkům. Tehdy se Setuza rozhodla výrobu zrušit, protože likvidace odpadů začala být finančně příliš náročná. Zákazníci však projevili takovou nevoli, že už o rok později se legendární výrobek znovu objevil na trhu.

## Legenda
Tak jako dnešní domácnost nefunguje bez automatické pračky, dříve se neobešla bez mýdla s jelenem. Legendární výrobek zrozený roku 1891 přežil všechna období a s úspěchem se dočkal třetího tisíciletí. Mýdlový král Johann Schicht bývá někdy označován za druhého Baťu, jak pro mezinárodní úspěch, tak pro zajištění zdravotních, sociálních a kulturních potřeb pro své zaměstnance. Schichtovy podniky to vše dokázaly již před první světovou válkou, kdy Baťa teprve začínal. Ústecký podnikatel se kvalitou života svých zaměstnanců zabýval v době, kdy podobné projekty praktikovali. Němec Schicht také dbal, aby ve firmě měli stejné podmínky Němci i Češi, a jeho němečtí úředníci museli mimo jiné prokazovat také znalost českého jazyka. V časech vypjatého šovinismu projevujícího se u obou národností to byl odvážný a nepopulární postoj.